# Cadott
Cadott és una població dels Estats Units a l'estat de Wisconsin. Segons el cens del 2000 tenia 1.345 habitants.

## Demografia
Segons el cens del 2000, Cadott tenia 1.345 habitants, 562 habitatges, i 382 famílies. La densitat de població era de 156,4 habitants per km².
Dels 562 habitatges en un 32,7% hi vivien nens de menys de 18 anys, en un 51,8% hi vivien parelles casades, en un 12,1% dones solteres, i en un 31,9% no eren unitats familiars. En el 28,8% dels habitatges hi vivien persones soles el 16,7% de les quals corresponia a persones de 65 anys o més que vivien soles. El nombre mitjà de persones vivint en cada habitatge era de 2,37 i el nombre mitjà de persones que vivien en cada família era de 2,9.
Per edats la població es repartia de la següent manera: un 27% tenia menys de 18 anys, un 10% entre 18 i 24, un 25% entre 25 i 44, un 18,4% de 45 a 60 i un 19,6% 65 anys o més.
L'edat mediana era de 38 anys. Per cada 100 dones de 18 o més anys hi havia 86,7 homes.
La renda mediana per habitatge era de 33.295 $ i la renda mediana per família de 38.333 $. Els homes tenien una renda mediana de 27.014 $ mentre que les dones 20.000 $. La renda per capita de la població era de 15.778 $. Aproximadament el 6,8% de les famílies i el 8,5% de la població estaven per davall del llindar de pobresa.

## Poblacions més properes
El següent diagrama mostra les poblacions més properes.